# Deep Black
Deep Black — відеогра в жанрі action (шутер від третьої особи), яка надасть вам унікальну можливість проникнути в містичні глибини чорної прірви, озброївшись найпотужнішим sci-fi спорядженням, джет-паком, унікальною підводною зброєю та іншими високотехнологічними винаходами майбутнього. Проєкт використовує всі переваги технології biEngine і буде доступний в 3 кварталі 2011 року для PC, Microsoft Xbox 360 (XBLA) і Sony Playstation 3 (PSN). У Deep Black 40 однокористувацьких місій в 4 різних середовищах, в яких пропонується поєднання наземних і підводних битв, які досі не мають прямих аналогів в цьому жанрі на світовому ринку відеоігор. Гра була розроблена Biart Studio [Архівовано 21 червня 2011 у Wayback Machine.] та 505 Games.

## Особливості
В грі Deep Black вперше опрацьована неймовірна динаміка битв як в похмурих глибинах океанських вод, так і на суші. Це стало можливим завдяки використанню сучасних реалістичних фізичних ефектів в підводному оточенні. Таким чином, Deep Black покаже вам всю глибину страху перед океанської безоднею і непередбачуваністю битви за праве діло. Сюжет гри перенесе вас в недалеке майбутнє — в світ нестабільності, хаосу, шпигунства, тероризму, запеклої боротьби за світове панування і володіння новітньою біологічною зброєю.